# Castillo de Locubín
Castillo de Locubín – gmina w Hiszpanii, w prowincji Jaén, w Andaluzji, o powierzchni 102,55 km². W 2011 roku gmina liczyła 4659 mieszkańców.